# A régi nyár (film, 1970)
A régi nyár egy 1969-ben készült és 1970. augusztus 1-jén, szombaton 20:20-as kezdettel az MTV1-en a Zenés TV Színház sorozatban bemutatott színes svéd–magyar zenés tévéfilm Békeffi István és Lajtai Lajos operettje alapján, Ruttkai Éva főszereplésével Keleti Márton rendezésében.

## Készítették
- Rendező: Keleti Márton
- Írta: Békefi István
- Zeneszerző: Lajtai Lajos
- Operatőr: Hildebrand István
- Vágó: Morell Mihály
- Gyártásvezető: Óvári Lajos, Horeczky László, Gösta Forsberg
- Jelmeztervező: D. Forgó Teréz
- Díszlettervező: Duba László
- Hangmérnök: Arató János
- Koreográfus: Bogár Richárd

## Szereplők
| Szerep             | Megjegyzés | Színész           |
| ------------------ | --- | ----------------- |
| Koháry Mária       | színésznő | Ruttkai Éva       |
| Christina Peterson | egy svéd papírgyáros lánya, Pataky János volt felesége és Miklós anyja, aki Stockholmban él, a második, svéd férjével és három gyermekével. Magyar hangja: Bánki Zsuzsa | Ulla Sallert      |
| báró Pataky János  | Mária korábbi szerelme | Latinovits Zoltán |
| Virányi Zsuzsi     | Mária lánya | Venczel Vera      |
| báró Pataky Miklós | Christina és János fia, aki Stockholmból Budapestre utazik apjához. Magyar hangja: Tordy Géza                                                                           | Hans Wahlgren     |
| Mária anyja        | színésznő | Kiss Manyi        |
| Mimóza             | Mária öltöztetőnője | Gobbi Hilda       |
| Adorján Béla       | színházigazgató | Várkonyi Zoltán   |
| Halmágyi           | ügyvéd | Pécsi Sándor      |
| Schamburg Klára    | Kállay Klára, egykori színésznő, pezsgőgyáros özvegye | Turay Ida         |
| Schamburg Zita     | Klára lánya, Miklós menyasszonya | Voith Ági         |
| Tihanyi            | zeneszerző | Márkus László     |
| Balla              | dalszövegíró | Bodrogi Gyula     |
| Hartmann           | zálogházvezető | Körmendi János    |
| Ügyelő             | | Szendrő József    |
| Perl Peterson      | Christina második férje, Miklós mostohaapja, magyar hangja: Mádi Szabó Gábor                                                                                            | Lauritz Falk      |
| Gerda Peterson     | Christina és Perl lánya, Miklós féltestvére, magyar hangja: ? | Ulla Grönquist    |
| Ingrid Peterson    | Christina és Perl lánya, Miklós féltestvére, magyar hangja: ? | Gun Klang         |
| Néző               | | Alfonzó           |
| Jegyszedőnő        | | Báró Anna         |

Közreműködik Lakatos Sándor és népizenekara, a szólókat táncolja Liszkay Judit és Bogár Richárd.

## Fogadtatás
„Az utóbbi idők legpikánsabb zenés darabja a tévében szombaton este bemutatott Régi nyár. Félig operett, félig musical: Lajtai Lajos zenéjét feldolgozta és némiképp kiegészítette Körmendi Vilmos. Az író Békeffy István. Rendezte Keleti Márton. A darab a svéd és magyar televízió kooprodukciója. Az említett pikantéria nem a mesében vagy a szituációban rejlik, hanem a szereposztás hozta magával. Bonvivánt Latinovits Zoltán játszott, primadonnát Ruttkai Éva. Kit ne villanyozna föl, hogy ők ketten, enyhe szatírával és igazi komédiás kedvvel, a „Hol van az a nyár, hol a régi szerelem" kezdetű jól ismert slágert éneklik? Milyen kitűnőek lennének kizárólag ebben a szerepkörben és — tűnődik jót mulatva a néző. Ezen a szenzáción kívül is sztárparádé a darab. Remekelt Kiss Manyi, Gobbi Hilda Pécsi Sándor. Szívesen láttuk Turay Idát és szimpatikusak voltak a svéd színészek is. A Várkonyi—Bodrogi—Márkus trió játéka és a benne megnyilvánuló rendezői koncepció jól visszafogott, annál mélyebb humorral érzékeltette, hogy ez a mostani Régi nyár karikatúrája az 1928-as magyar színházi életnek és a mágnásvilágnak. Volt, aki ezt észre sem vette, „igazi" operettként fogadta el a játékot. Volt. aki kizárólag a szatirizáló hangot és főként a színészi alakításokat élvezte. Végeredményben tehát minden néző jól járt. Kivéve néhány humorérzék nélküli sznobot — akik állítólag szintén akadtak —, ők teljességgel értetlenül álltak szemben sztorival, rendezéssel, szereposztással egyaránt.”

## Érdekességek
- A történet 1928-ban játszódik, abban az évben, amikor a film alapjául szolgáló A régi nyár operettet bemutatták 1928. június 15-én.
- A film cselekménye Stockholmban kezdődik, abban az országban, ahol a film alapjául szolgáló operett zeneszerzője, Lajtai Lajos élt később, és halt meg 1966-ban.
- A film alapjául szolgáló operett 1928-as ősbemutatójában szereplő színészek közül egyetlen egy szerepelt a tévéfilmben is, bár részben már más szerepben. Az író Békeffi felesége, Turay Ida a premieren Miklós menyasszonyát alakította, akit akkor Mancinak neveztek, a tévéfilmben 41 évvel a bemutató után pedig már Miklós menyasszonyának az anyját játszotta, akit ebben Klárának neveztek.